# تمثال مردوخ
تِمثال مرْدُوخ، المعروف أيضًا باسم تمثال بيل (يعني "الرَب"، تسمية شائعة لمردوخ)، كان التمثيل المادي للإله مردوخ، الإله الراعي لمدينة بَابِل القديمة، تواجد التمثال تقليديًا في إيساجيلا، معبد بابل العظيم. كانت هُناك سبعة تماثيل لمردوخ في بابل، لكن مُصطلح "تمثال مردوخ" يُشير عمومًا إلى تمثال الإله الرئيسي، الذي وُضِع في مكان بارز في إساجيلا واستُخدم في طقوس المدينة. لُقب هذا التمثال بـ Asullḫi وهو مصنوع من نوع خاص من الخشب يُسمى mēsu ومُغطى بالذَهب والفِضة.
على غرار تماثيل الآلهة الأخرى في مُدن بلاد الرافدين، دمج البابليون هذا التمثال مع إلههُم الفعلي، مُعتقدين أن مردوخ نفسه أقام في مدينتهم من خلال التمثال. على هذا النحو، كان للتمثال أهمية دينية كبيرة. تم استخدامه خلال عيد رأس السنة البابلية الجديدة ودمجه ملوك بابل في طقوس تتويجهم، بحيث استلموا التاج "من يَدي" مردوخ.
بسبب الأهمية الكبيرة للتمثال، فقد استُخدم أحيانًا كوسيلة للحرب النفسية من قبل أعداء بابل. قامت قوى العدو مثل الحيثيين والآشوريين والعيلاميين بسرقة التمثال أثناء نهب المدينة، مما تسبب في اضطرابات دينية وسياسية، حيث لم يكن من المُمكن استكمال طقوس بابل التقليدية بدون التمثال. جميع الملوك الأجانب المعروفين بسرقة التمثال انتهى بهم الأمر مقتولين على أيدي أفراد عائلاتهُم، وهو أمر رحب به البابليون على أنه عقاب إلهي. كانت عودة التمثال، سواء من خلال إعادت الأعداء له أو من خلال حملة ناجحة لملك بابلي أنتهت باستعادته، مُناسبة كبيرة تدعوا للاحتفال.
المصير النهائي للتمثال غير مؤكد. الافتراض الشائع هو أن شاهنشاه فارس الأخميني «خشايارشا الأول» قد دمره بعد ثورة بابل عام 484 ق.م، لكن المصادر التاريخية الداعمة لهذا الافتراض يُمكن أن تُشير إلى تمثال مُختلف تمامًا. تم ترميم تاج التمثال من قبل «الإسكندر الأكبر» في 325 ق.م، مما يعني أنه كان لا يزال في معبد إيساجيلا في ذلك الوقت. هُناك عدد قليل من الإشارات إلى الحكام اللاحقين الذين قدموا هدايا "لمردوخ" في إيساجيلا، وبعضها من وقت مُتأخر تعود الى فترة حُكم الفرثيون في بلاد الرافدين خلال القرن الثاني قبل الميلاد.

## خلفية
كان مردوخ الإله الراعي لمدينة بابل، وقد شغل هذا المنصب منذ عهد الملك «حمورابي» (حكم 1792 - 1750 ق.م) سادس ملوك السُّلالة البَابِلية الأَولى. على الرغم من أن عبادة البابليين لمردوخ لم تعني أبدًا إنكار وجود آلهة بلاد الرافدين الأخرى، فقد تم في بعض الأحيان مُقارنتها بالتوحيد. يرتبط تاريخ عبادة مردوخ ارتباطًا وثيقًا بتاريخ بابل نفسها، ومع ازدياد قوة بابل، ازداد مكانة مردوخ بالنسبة لآلهة بلاد الرافدين الأخرى. بحلول نهاية الألفية الثانية قبل الميلاد، كان يُشار إلى مردوخ أحيانًا باسم بيل، أي "الرَب".
في أساطير بلاد الرافدين، كان مردوخ إلهًا خالقًا. وفقًا لأسطورة الخلق البابلية، كان مردوخ هو ابن إنكي، إله الحكمة في بلاد الرافدين، وبرز خلال معركة كبيرة بين الآلهة. تروي الأسطورة كيف نشأ الكون كعالم فوضوي من الماء حيث كان هُناك في الأصل إلهان بدائيان، تيامات (ماء مالح، أنثى) وأبزو (ماء حلو، ذكر). أنجب هذان الإلهان آلهة أخرى. هذه الآلهة (بما في ذلك الآلهة مثل إنكي) لم يكن لديها الكثير لتفعله في هذه المراحل المبكرة من الوجود، وبالتالي انشغلوا بأنشطة مُختلفة.
في النهاية، بدأ أطفالُهم في إزعاج الآلهة الكبرى وقرر أبزو التخلص منهم بقتلهم. مُنزعجًا من ذلك، كشف تيامات عن خطة أبزو لإنكي، الذي قتل والده قبل أن يتم تنفيذ المؤامرة. على الرغم من أن تيامات قد كشفت عن المؤامرة لإنكي لتحذيره، إلا أن وفاة أبزو أرعبتها وحاولت أيضًا قتل أطفالها، ورفعت جيشًا مع زوجها الجديد كينغو. كانت كل معركة في الحرب انتصارًا لتيامات، حتى أقنع مردوخ الآلهة الأخرى بإعلانه زعيمًا وملكًا لهم. وافقت الآلهة، وانتصر مردوخ، وأسر وأعدم كينغو وأطلق سهمًا كبيرًا على تيامات، فقتلها وشطرها إلى قسمين.
مع هزيمة هذه القوى البدائية الفوضوية، خلق مردوخ العالم وأمر السماوات. يوصف مردوخ أيضًا بأنه خالق البشر، والذي كان يهدف إلى مُساعدة الآلهة في هزيمة وإيقاف قوى الفوضى وبالتالي الحفاظ على النظام في الأرض.

## المظهر والتماثيل الأخرى
كان تمثال مردوخ هو التمثيل المادي للإله مردوخ الموجود في إيساجيلا، معبد بابل العظيم. على الرغم من وجود سبعة تماثيل منفصلة لمردوخ في بابل، أربعة في إساجيلا ومُجمع المعبد المحيط؛ واحد في إيتيمينانكي (الزقورة المُكرسة لمردوخ)؛ واثنان في المعابد المخصصة للآلهة الأخرى. يُشير مُصطلح "تمثال مردوخ" عادةً إلى تمثال مردوخ الرئيسي، الذي وُضِع في مكان بارز في إيساجيلا واستخدم في طقوس المدينة.
يلقب هذا التمثال الرئيسي لمردوخ بـ Asullḫi وهو مصنوع من نوع من الخشب يُسمى mēsu. كان التمثال الخشبي المنحوت مُغطى أيضًا بالمعادن الثمينة، مثل الذهب والفضة. بالإضافة إلى ذلك، كان يتم تزويد التمثال بملابس طقسية، مصنوعة جزئيًا على الأقل من الذهب. شغل هذا التمثال غرفة عبادة مردوخ في معبد إساجيلا. من بين تماثيل مردوخ المُختلفة، التمثال المُسمى Asullḫi هو الوحيد المذكور صراحةً فيما يتعلق بطقوس المدينة الرئيسية (على الرغم من أن التمثال نادرًا ما يُشار إليه باسم "مردوخ" أو "بيل"). الاسم Asullḫi ارتبط قبل قرون بإله مُنفصل تم دمجُه لاحقًا مع مردوخ.
تمثال آخر لمردوخ، يُدعى Asarre، صنع من حجر أطلق عليه البابليون marḫušu، ربما الكلوريت أو الحجر الأملس. كان Asarre يقع في معبد مُكرسة للإله نينورتا قبالة الجانب الشمالي من الفناء المركزي لإيساجيلا. على الرغم من أن هذا المعبد كان مُخصص لنينورتا، إلا أن تمثال مردوخ كان سيحتل نقطة الاهتمام المركزية وبالتالي كان الإله الرئيسية للمعبد. يُمكن تفسير ذلك من خلال اعتبار الإله نينورتا مجرد جانب من جوانب مردوخ، ربما لم يُفاجأ الزائر القديم للمعبد بعثوره على مردوخ مكان نينورتا. تضمنت التماثيل الأخرى تمثالًا مصنوعًا من نوع من الخشب يُسمى taskarinnu وُضِع في غرفة مُخصصة للإله إنكي (والد مردوخ) في "معبد E-kar-zaginna"، وهو جزء من مجمع معبد إيساجيلا ولكن ليس من المعبد نفسه؛ تمثال من المرمر في "معبد E-namtila" ؛ تمثال من الهيماتيت في "معبد E-ḫursag-tilla" ؛ وتمثال من مادة غير معروفة في "معبد E-gišur-ankia".

## الدور والأهمية
مزجَ مواطنو مدينة بابل بين التمثال والإله الحقيقي مردوخ - كان يُفهم على أن الإله يعيش في هذا التمثال، بين سُكان مدينته، وليس في السماء. على هذا النحو، لم يُنظر إلى مردوخ على أنه كيان بعيد، ولكنه صديق وحامي يعيش في مكان قريب. لم يكن هذا مُختلفًا عن مدن بلاد الرافدين الأخرى، التي دمجت بالمثل آلهتها مع التمثيلات المُستخدمة لها في معابدها. خلال عيد رأس السنة البابلية الجديدة المهم دينيًا والذي يستمر 13 يومًا والذي يقام سنويًا في الربيع في بابل، تمت نقل التمثال من المعبد وعرضه في المدينة قبل وضعه في مبنى أصغر خارج أسوارها، حيث يتلقى التمثال الهواء النقي و يمكن أن يتمتع بمنظر مُختلف عن المنظر الموجود داخل المعبد. تم دمج التمثال تقليديًا في طقوس تتويج الملوك البابليين، الذين حصلوا على تيجانهم "من أيدي" مردوخ خلال عيد رأس السنة الجديدة، مما يرمز إلى منحهم الملكية من قبل إله المدينة نفسه.
تم التأكيد سنويًا على حكم الملك ودوره باعتباره تابعًا لمردوخ على الأرض في هذا الوقت من العام، عندما يدخل الملك معبد إساجيلا وحده في اليوم الخامس من الاحتفالات ويجتمع مع رئيس الكهنة. يُزيل رئيس الكهنة زينة وشعارات الملك، ويصفعه على وجهه ويجعله يركع أمام تمثال مردوخ.
يُخبر الملك بعد ذلك التمثال بأنه لم يضطهد شعبه وأنه حافظ على النظام طوال العام، وبعد ذلك يُجيب رئيس الكهنة (نيابة عن مردوخ) يُمكن للملك أن يستمر في التمتع بالدعم الإلهي لحكمه و يتم إرجاع زينتُه وشعاراتُه. يكون أعتراف الملك أمام التمثال كما يلي:
| تمثال مردوخ | لم أخطأ يا رب الأرض، لم أتجاهل لاهوتك، لم أفسد بابل، لم أمر بفنائها، لم أجعل إساجيلا تنحني، لم أنس طقوسها، لم أضرب خد أحد من رعيتي، لم أتسبب في إذلالهم، لقد أعتنيت ببابل، لم أقم بتدمير أسوارها الخارجية! | تمثال مردوخ |

نظرًا لأهميته بالنسبة للمدينة، فقد استخدم أعداء بابل التمثال غالبًا كوسيلة للحرب النفسية. عندما غزت القوى الأجنبية بابل أو نهبتها، سُرق التمثال غالبًا من المدينة (طريقة شائعة لإضعاف عزيمة المدن المهزومة في بلاد الرافدين القديمة). تسببت مثل هذه الأحداث في ضائقة كبيرة للبابليين، حيث أن إزالة التمثال كان يعني المغادرة الفعلية للإله الحقيقي، صديقهم وحاميهم. بدونها، لم يكن من الممكن الاحتفال بعيد رأس السنة البابلية الجديدة وكان من الصعب أداء الأنشطة الدينية. اعتقد البابليون أن خروج التمثال من المدينة كان مفروضًا ذاتيًا إلى حد ما، حيث قرر التمثال نفسه أخذ هذه الرحلة وسرقته كانت مُجرد وسيلة لتحقيق ذلك. كان غياب التمثال يعني الارتباك والمشقة للبابليين، الذين اعتقدوا أن الأراضي الأجنبية تستفيد من امتلاك التمثال لأنه يجلب الرخاء أينما ذهب. كان يُنظر إلى مُمارسة أخذ تماثيل العبادة من الأعداء على أنها استيلاء على مصدر القوة الإلهية للعدو وقمع تلك القوة.
تم تدمير تماثيل الآلهة في بعض الأحيان من قبل قوى العدو، كما كان الحال بالنسبة لتمثال إله الشمس شمش في سيبار، المدينة الراعية لهذا الإله. تم تدميره من قبل السوتيين في عهد الملك البابلي «سمبار شيباك» (حكم 1026-1009 ق.م). نظرًا لأن هذه التماثيل تحمل أهمية دينية هائلة، فإن تمثال شمش لم يُمكن استبداله إلا بعد قرنين تقريبًا، في عهد الملك «نابو ابلا ادينا» (حوالي 887-855 ق.م) عندما تم "الكشف إلهيًا" عن نُسخة طبق الأصل من الأصل. أمر الملك بتجهيز التمثال الجديد طقوسًا. في غضون ذلك، صلت مدينة سيبار إلى إلهها مُستخدمة قرص الشمس كبديل للتمثال. على الرغم من اندماجهم في واحدة، كان يُعتقد أن الآلهة في بلاد الرافدين قادرة على "التخلي" عن تماثيلهم. في نص ديني يعود إلى القرن الثامن قبل الميلاد، ألهمت الحالة السيئة لتمثال مردوخ الإله إيرا ليقترح على مردوخ أن يترك التمثال وأن إيرا يُمكن أن يحكم مكانه حتى ينتهي البابليون من ترميمه.
يمكن أن توجد الآلهة في السماء وعلى الأرض في وقت واحد، ويمكن أن يكون وجودهم على الأرض في أماكن مُتعددة في نفس الوقت، على سبيل المثال، شمش والإلهة عشتار (إلهة الجنس والحرب والعدالة والسلطة السياسية المرتبطة بكوكب الزهرة) تجلوا في صور عبادة في العديد من المدن المُختلفة ولا يزال يُنظر إليهم أيضًا على أنهم موجودون في أجسادهم السماوية. على الرغم من أن التماثيل وصور العبادة الأخرى يمكن أن تتضرر، إلا أن هذا لا يعني حدوث ضرر فعلي للآلهة نفسها.

## تاريخ

### رحلة التمثال
سُرق التمثال لأول مرة من المدينة عندما قام الملك الحيثي «مورشيلي الأول» بنهب مدينة بابل حوالي عام 1595 ق.م. أنهت حرب «مورشيلي» ضد بابل سلالة المدينة الأولى وتركت إمبراطوريتها في حالة خراب. على الرغم من أن بابل أعادت بناء مملكتها في ظل السُلالة الكيشية، إلا أن التمثال أمضى قرونًا في مملكة الحيثيين، ومن المُحتمل أن التمثال قد أُعيد إلى بابل عام 1344 ق.م من قبل الملك الحيثي «سابيليوليوما الأول» كبادرة حُسن نية.
بقي التمثال في بابل حتى استولى الملك الآشوري «توكولتي نينورتا الأول» على بابل عام 1225 ق.م، عندما نهب المدينة وحمل التمثال بعيدًا إلى العاصمة الآشورية آشور. ما حدث بالضبط بعد ذلك غير واضح، لكن تم إرجاعه ثم انتقل لاحقًا، لأسباب غير معروفة، إلى مدينة سيبار القريبة. نهب العيلاميون سيبار حوالي عام 1150 ق.م في عهد ملكهم «شوتروك ناخونتا»، الذي سرق التمثال وحمله إلى موطنه عيلام. تم أسترجاع التمثال بنجاح وجلبه إلى بابل بعد أن شن الملك البابلي «نبوخذ نصر الأول» (حكم 1125 إلى 1104 ق.م) حملة ضد العيلاميين. كانت أعادت «نبوخذ نصر» الناجحة للتمثال إلى المدينة حدثًا تذكاريًا وتم إنشاء العديد من الأعمال الأدبية لإحياء ذكرى ذلك.

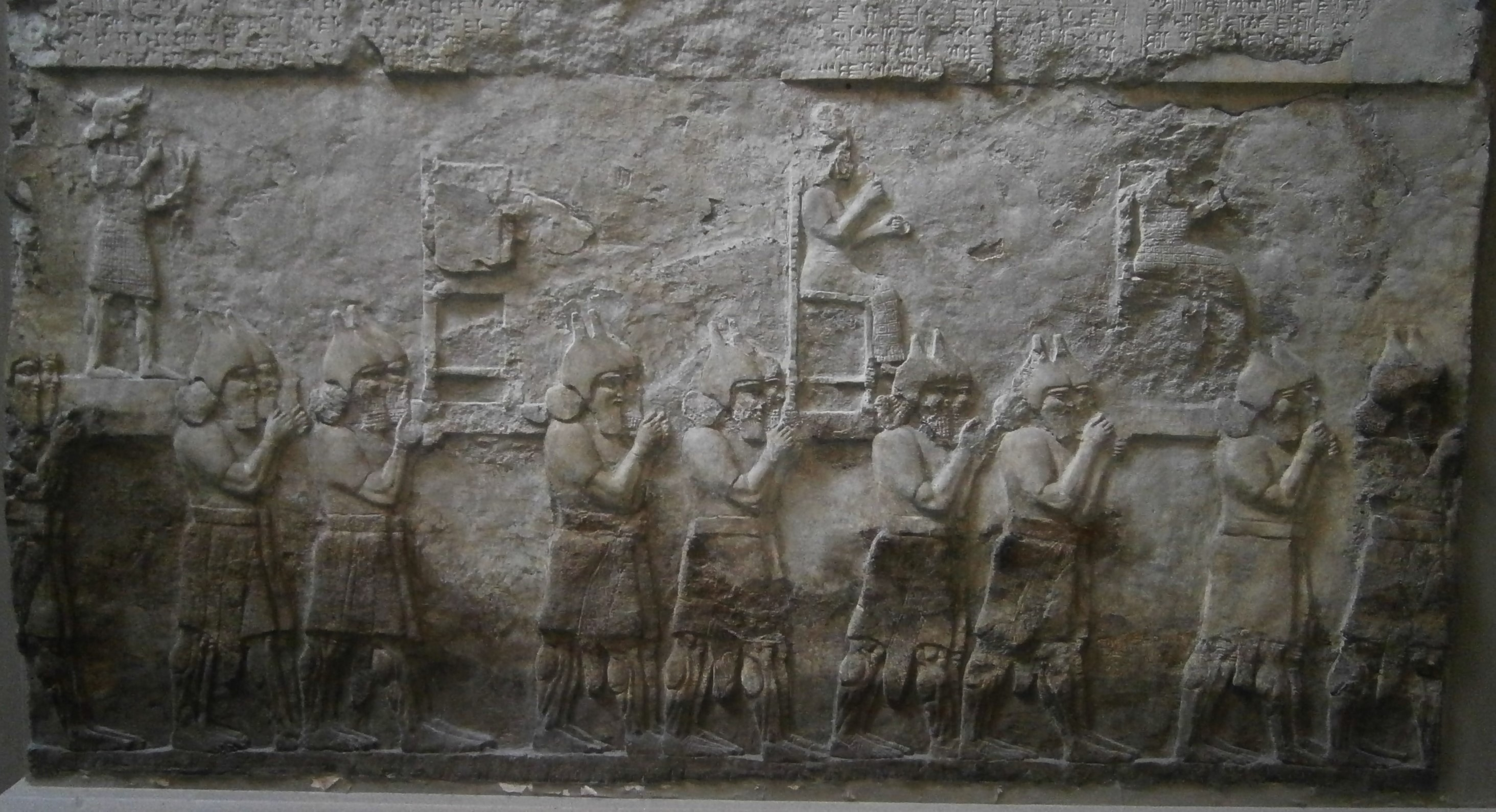
لوحة جدارية من القصر الملكي في نمرود، تُصور جنوداً آشوريين يحملون تماثيل آلهة تم أسرهم من عدو مهزوم، 745 ق.م.

غزا «تغلث فلاسر الثالث» ملك الإمبراطورية الآشورية الحديثة مدينة بابل في أكتوبر 729 ق.م، وبعد ذلك أعلن الملوك الآشوريون أنفسهم ملوكًا على بابل بالإضافة إلى كونهم ملوكًا على آشور. ثأرًا على سلسلة من الثورات، نهب الملك الآشوري الجديد «سنحاريب» بابل ودمرها عام 689 ق.م. نظر البابليون إلى «سنحاريب» على أنه مُهرطق، كونه لم يمر بطقوس التتويج التقليدية (مع التمثال) عندما أعلن نفسه ملكًا لبابل. بعد تدمير المدينة، سرق «سنحاريب» التمثال واحتُفظ به في بلدة إسيت، بلدة تقع في الأجزاء الشمالية الشرقية من الإمبراطورية الآشورية. عندما قُتل «سنحاريب» على يد أبنائه «أردا موليسو» و«نابو شار أوسر» عام 681 ق.م، اعتبره البابليون انتقامًا إلهيًا لمردوخ. أعاد خليفة «سنحاريب» كملك آشور، «آسرحدون»، بناء بابل في سبعينيات القرن السادس قبل الميلاد، وعمرَ معبد إيساجيلا. بتوجيه من «آسرحدون»، تم إنشاء قاعدة من الذهب (تهدف إلى دعم التمثال من الأسفل) في إيساجيلا. أُعيد التمثال أخيرًا إلى المدينة أثناء تتويج خليفة «آسرحدون»، «شمش شوم أوكين» كملك بابل، في ربيع عام 668 ق.م. من المُمكن أن يكون «سنحاريب» قد دمر التمثال الأصلي وأن التمثال الذي أعيد إلى بابل عام 668 ق.م كان نُسخة طبق الأصل. تُشير بعض نقوش «سنحاريب» إلى تحطيم تماثيل الآلهة في بابل بينما تذكُر البعض الآخر صراحة أن تمثال مردوخ نُقل إلى آشور.
انتهت السيطرة الآشورية على بابل مع نجاح ثورة «نبوبولاسر» عام 626 ق.م، والتي أسست الإمبراطورية البابلية الحديثة. وسع ابن «نبوبولاسر» ووريثه، «نبوخذ نصر الثاني» (حكم 605-562 ق.م)، شوارع بابل لجعل استعراض التمثال عبر المدينة في عيد رأس السنة أسهل. انتهت الإمبراطورية البابلية الحديثة بغزو بابل على يد «كورش الكبير» شاهنشاه الإمبراطورية الأخمينية عام 539 ق.م. أظهر «كورش» احترامه للمدينة وتنص نقوشه الخاصة حول غزوه للمدينة بصورة صريحة على أن الإله مردوخ كان إلى جانبه في الحرب.
على الرغم من أن التمثال كان يُستخدم غالبًا كوسيلة للحرب النفسية عن طريق إزالته من المدينة، إلا أن الملوك الأجانب الذين فعلوا ذلك كانوا يميلون إلى الموت على أيدي أفراد أُسرهم. قُتل كل من «مورشيلي الأول» و«شوتروك ناخونتا» و«توكولتي نينورتا الأول» و«سنحاريب» و«خشايارشا الأول» على أيدي أفراد من عائلاتهُم. مثل هذه الوفيات، كما يُمكن رؤيتها في رد الفعل البابلي على مقتل سنحاريب على وجه الخصوص، رحب بها البابليون على أنها عقاب إلهي.

### خشايارشا وبابل
في عام 484 ق.م، في عهد شاهنشاه فارس الأخميني «خشايارشا الأول»، أنتجت بابل ثورتين ضد حُكمه، قاد الثوار كل من المتمردين «بلشيماني» و«شماش عريبا». قبل هذه الثورات، احتلت بابل موقعًا خاصًا داخل الإمبراطورية الأخمينية، وقد أطلق على الملوك الأخمينيين لقب ملك بابل وملك الأراضي، مدركين جيدًا أن بابل كانت كيان منفصل إلى حد ما داخل إمبراطوريتهم، مُتحدون مع مملكتهم الخاصة في اتحاد شخصي. أسقط «خشايارشا» تدريجياً العنوان الملكي السابق وقسم المُقاطعات البابلية الكبيرة سابقاً (التي شملت أراضي الإمبراطورية البابلية الحديثة) إلى وحدات فرعية أصغر.
باستخدام نصوص كتبها مؤرخون كلاسيكيون، غالبًا ما يُفترض أن «خشايارشا الأول» قد انتهج نهجًا انتقاميًا وحشيًا على بَابِل بعد الثورتين. وفقًا للمؤرخون القُدماء، دمر «خشايارشا» تحصينات بابل وألحق أضرارًا بمعابد المدينة. يُزعَم أن إيساجيلا، معبد بابل العظيم قد تعرض لأضرار جسيمة وزُعِم أن «خشايارشا» قد حمل تمثال مردوخ بعيدًا عن المدينة، ربما أحضره إلى فارس وصَّهْره (اعتقد المؤرخون الكلاسيكيون أن التمثال مصنوع بالكامل من الذهب، وهو ما كان سيجعل من صهره مُمكن). ترى المؤرخة «أميلي كوهرت» أنه من غير المُحتمل أن يكون «خشايارشا» قد دمر المعابد، لكنه يُعتقد أن قصة قيامه بذلك قد تنبع من المشاعر المُعادية للفارسية بين البابليين. تأتي قصة صَّهْر «خشايارشا» للتمثال بشكل رئيسي من المؤرخ الآغريقي القديم «هيرودوت»، الذي لوحظ بأنه مًعادًا للفارسية. يعتقد «جوشوا ج. مارك»، في كتابه «موسوعة التاريخ القديم»، أن قصة «هيرودوت»، ملك فارسي يُدمر تمثال الإله في مدينة قد دمرها للتو، يُمكن أن تكون دعاية مُناهضة للفارسيين. علاوة على ذلك، من المشكوك فيه أن يكون التمثال قد أزيل من بابل على الإطلاق. في كتابه «من قورش إلى الإسكندر: تاريخ الإمبراطورية الفارسية»، اعتبر «بيير بريانت» أنه من المُمكن أن يكون «خشايارشا» قد أزال تمثالًا من المدينة، لكن هذا كان التمثال الذهبي لرجل وليس تمثالًا الإله مردوخ. على الرغم من عدم ذكر التمثال مُقارنة بالفترات السابقة، إلا أن الوثائق المُعاصرة تُشير إلى أن عيد رأس السنة البابلية استمر بشكل ما خلال الفترة الفارسية. بسبب التغيير في الحكم من البابليين أنفسهم إلى الفُرس، وبسبب استبدال أسر النخبة في المدينة بـ«خشايارشا» عقب ثورته، فمن المُمكن أن تكون طقوس المهرجان التقليدية وأحداثه قد تغيرت بشكل كبير. على الرغم من عدم وجود أدلة مُعاصرة على انتقام «خشايارشا» ضد بابل، ذكر المؤرخون اللاحقون الضرر الذي ألحقه بمعابد المدينة. على سبيل المثال، يصف كُل من المؤرخ الروماني «آريانوس» والمؤرخ الإغريقي «ديودورس الصقلي» كيف قام «الإسكندر الأكبر» بترميم بعض معابد المدينة التي دمرها «خشايارشا الأول».

### فيما بعد
لم يذكر «آريانوس» و«ديودورس الصقلي» تمثال مردوخ، الأمر الذي يُفسَّر أحيانًا على أنه يُشير إلى أن التمثال لم يعد موجودًا في معبد إساجيلا بحلول عصر «الإسكندر». ومع ذلك، كان من الواضح أن التمثال لا يزال موجودًا في إيساجيلا، حيث تم ذكر أن تاج التمثال قد تم ترميمه من قبل «الإسكندر الأكبر» في 325 ق.م. يوصف التاج بأنه ذو قرون، التيجان ذات القرون هي طريقة بلاد الرافدين القديمة للإشارة إلى الألوهية، تتعارض مع كيفية تصوير تاج التمثال في الرسوم البابلية القديمة.
بسبب جهوده لاحترام العادات الدينية المحلية في بلاد الرافدين، تكهن المؤرخ الأمريكي «أوليفر د. هوفر» في عام 2011 أن «سلوقس المَنصور» (حكم 305-281 ق.م)، أول ملوك الإمبراطورية السلوقية، ربما خضع لمراسم تتويج بابلية تقليدية خلال عيد رأس السنة الجديدة في بابل، والذي يشمل التمثال. تمت الإشارة إلى العديد من الحُكام اللاحقين على أنهم قدموا هدايا "لمردوخ" في إيساجيلا. نجل «سلوقس» وخليفته، «أنطيوخس المُخلص»، قدم التضحيات لمردوخ عدة مرات خلال فترة توليه للعهد. وتأتي إشارة مُتأخرة من فترة الحكم البارثي في بلاد الرافدين، حيث شهد حاكم مملكة ميسان «هيسباوسينز» بتقديم الهدايا "لمردوخ" في 127 ق.م.
لا توجد مصادر معروفة تُشير إلى عيد رأس السنة الجديدة باعتباره حدثًا مُعاصرًا منذ عهد السلوقيين وما بعده، وأحد آخر المرات التي عُرف عن الاحتفال بها هو عام 188 ق.م. خلال عيد 188 ق.م، شارك «أنطيوخس الأعظم»، حفيد «أنطيوخس المُخلص»، بشكل بارز وتم أعطاه العديد من النفائس، بما في ذلك التاج الذهبي واللباس الملكي «لنبوخذ نصر الثاني»، من قبل رئيس كهنة بابل في إساجيلا. كان التمثال شيئًا تاريخيًا معروفًا في وقت مُتأخر من عصر حكم البارثيين بعد عصر «هيسباوسينز»، والذي يصف نص من زمنه عيد رأس السنة الجديدة، بما في ذلك كيف تم تلاوة قصة الخلق البابلية وكيف كان من المُفترض يُصفع الملوك القدامى خلال المهرجان.